# Manavgat

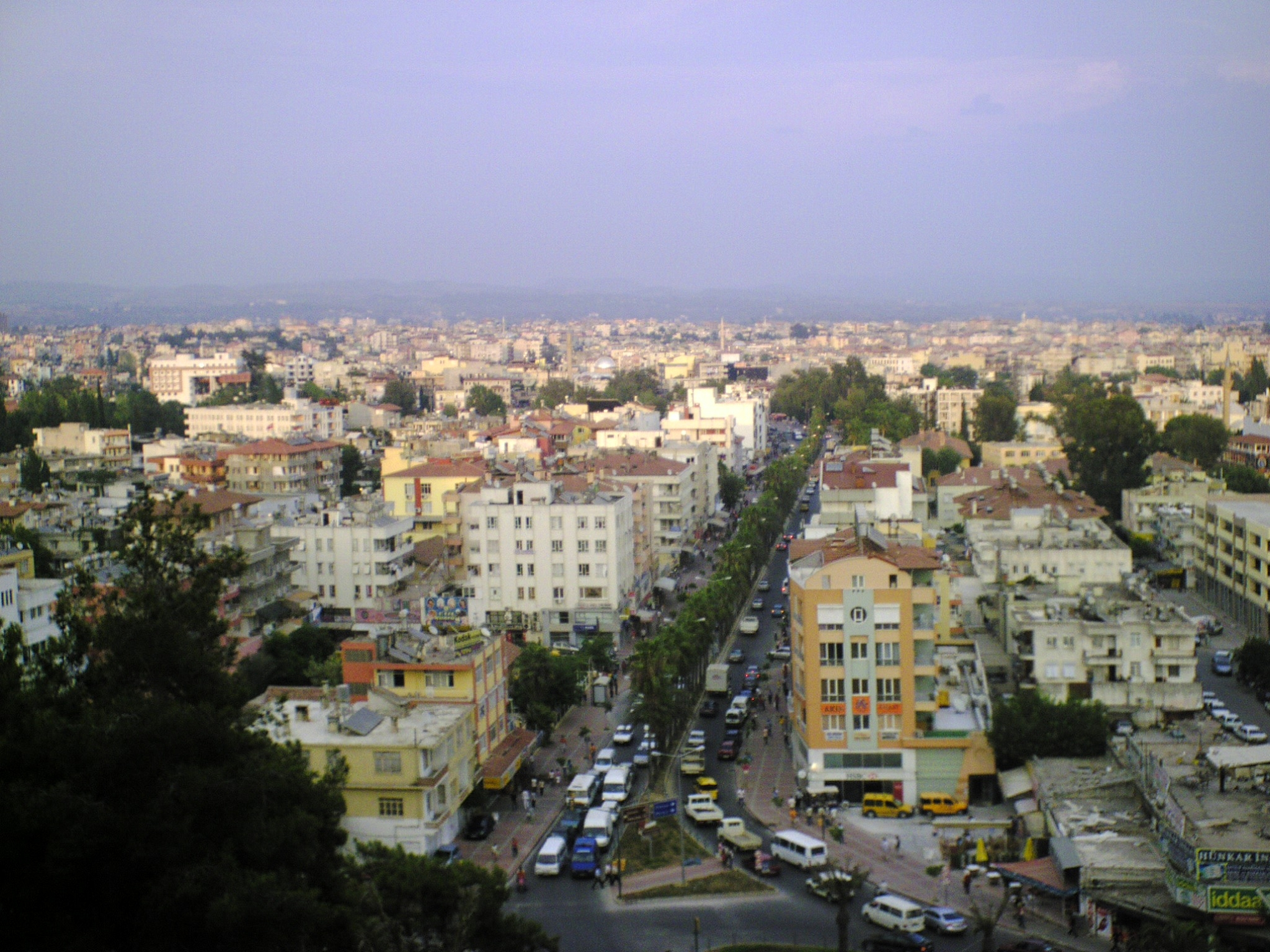
Vista da cidade de Manavgat

Manavgat é uma cidade e distrito da província de Antália da Turquia, situada a 72 km a leste da cidade de Antália. A cidade partilha o nome com o rio Manavgat, que a atravessa e desagua nas suas proximidades e cujas cataratas, nos arredores da cidade, são famosas.

## Geografia
O maior parte do distrito ocupa uma planície limitada a norte pelos Montes Tauro e a sul por praias arenosas do mar Mediterrâneo. O centro da cidade encontra-se a 4 km da costa. A maior parte dos terrenos são terra arável fértil, sendo muito explorados em termos agrícolas, nomeadamente para pecuária, algodão, cereais, 45 variedades de frutas e legumes e, nos últimos anos, oliveiras e flores de estufa. A indústria está limitada à ligada à agricultura, pelo que a principal atividade económica para além da agricultura é o turismo.
As montanhas estão cobertas de florestas e matagal mediterrânico, existindo também planaltos elevados, tradicionalmente usados pelos nómadas yörük para pastagem de gado.
O rio Manavgat é a principal fonte de irrigação. As cataratas e o delta do rio são dois dos vários atrativos turísticos da região. O rio tem duas barragens hidro-elétricas, a de Oymapınar e a de  Manavgat. Desde 2001 que há planos para exportação de água dessas duas barragens para Israel e outros países mediterrânciso, como Malta e Chipre, mas, pelo menos até 2006, esses planos estavam parados.
O clima é mediterrânico, com verões quentes e secos e invernos temperados e húmidos, com temperaturas raramente atingindo o 0 °C.

## História
Segundo algumas fontes clássicas, as antigas cidades vizinhas de Sida e Selge foram fundadas no século VI ou VII a.C. e Selêucia foi uma das cidades foi uma das nove cidades que recebeu o nome do general de Alexandre, o Grande Seleuco Nicátor, primeiro imperador selêucida no final do século IV a.C. A data de fundação de Manavgat é incerta, mas estima-se que terá ocorrido entre 200 a.C. e 150 a.C. Supõe-se que o nome Manavgat provenha da palavra luvita Manouwa, que significa templo da Deusa Mãe e que o local onde se encontra a cidade tenha sido considerado sagrado pelos habitantes das cidades da Antiguidade Selêucia e Sida. Segundo documentos antigos, os transportes de e para a cidade eram assegurados principalmente pelo rio desde os primeiros tempos até recentemente.
No entanto, há diversos vestígios de ocupação humana muito mais antigos na região, que remontam ao Paleolítico. Na gruta de Karain, a apenas dois ou três dias de marcha da cidade, foram descobertos vestígios de ocupação de há 50 000 anos. De acordo com fontes hititas, os Akhiyavas (1600 a.C.~1200 a.C.), falantes de luvita, viviam na região. Segundo o historiador e geógrafo grego Heródoto, a região teria sido colonizada em 2000 a.C..
Manavgat foi conquistada pelos seljúcidas em 1220 e pelos otomanos em 1462.

## Turismo

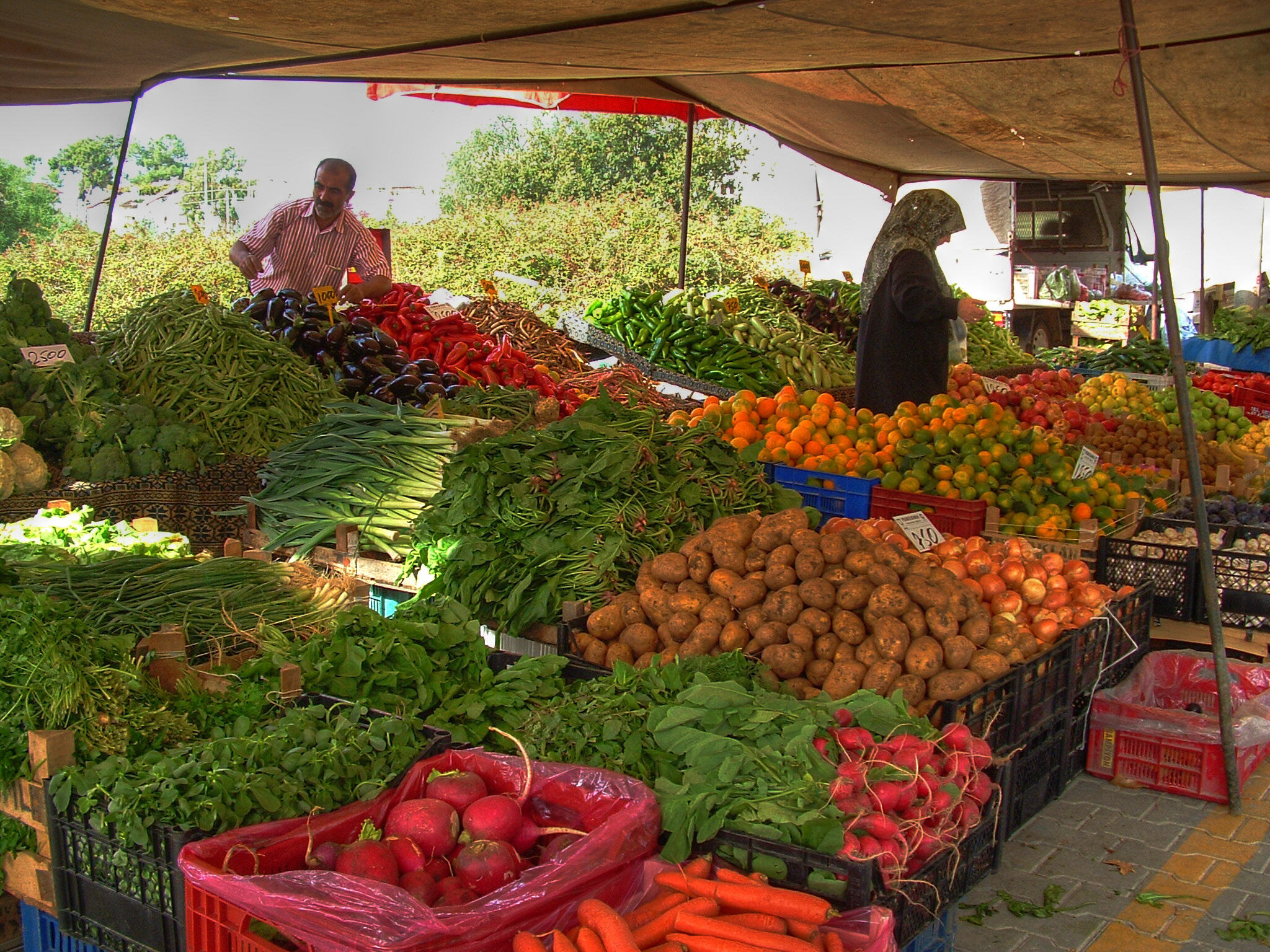
Vegetais à venda num mercado de Manavgat

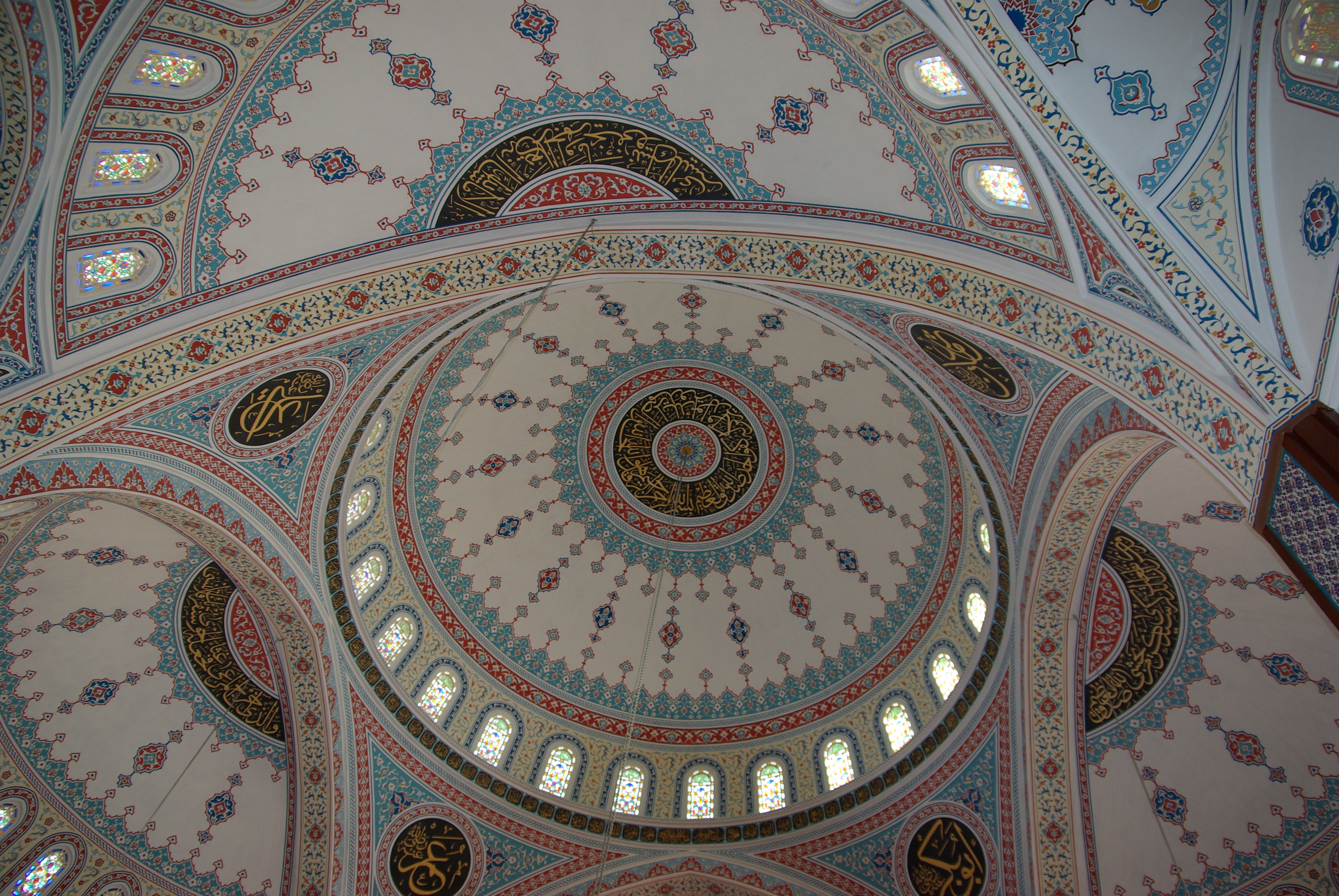
Interior de mesquita em Manavgat

Com a sua costa quente solarenga com 64 km de extensão, grande parte dela constituída por praias de areia, um rio longo com quedas de água, paisagem rural bem preservada, incluindo montanhas e florestas, a indústria turística é importante em Manavgat. Há muita oferta de alojamento na costa e muitos locais interessantes para visitar e explorar, que incluem sítios históricos, rios, regatos e grutas. Há ainda a referir a cozinha, onde os peixes do Mediterrâneo estão presentes.
O grande afluxo de visitantes tem vindo a mudar o ambiente tradicionalmente conservador da região, havendo bares, discotecas e todo o tipo de "cultura de juventude" que seria impensável há 20 anos. Os locais turísticos com mais vida noturna situam-se nas aldeias costeiras de Kumköy e Ilıca.

### Locais de maior interesse
- Garganta de Köprülü (em turco: Köprülü Kanyon) — um parque nacional coberto de florestas, atravessado pelo rio Köprü, cuja garganta atinge os 400 m de profundidade em alguns locais dos seus 14 km de extensão. Uma das atividades mais populares é o rafting.[5]
- Cataratas de Manavgat
- Lago Tireyengöl, no delta do rio Manavgat, é um refúgio importante para aves aquáticas; muito explorado turisticamente, o conjunto das 22 unidades hoteleiras em seu redor têm 18 000 camas;[6]
- Barragens de Oymapinar e de Manavgat
- Castelo e caravançarai de Alara, obra do sultão seljúcida Caicobado I, construído em 1231;[7]
- Ruínas das cidades da Antiguidade:
  - Sida, onde se destacam o teatro romano e o porto;
  - Selêucia
  - Selge